# Гомес, Мари Анн
Мари Анн Гомес (англ. Mary Ann Gomes; род. 19 сентября 1989, Калькутта) — индийская шахматистка, гроссмейстер среди женщин (2008).

## Биография
Многократно участвовала в юношеских чемпионатов мира по шахматам среди девушек в различных возрастных группах, где лучший результат показала в 2006 году в Батуми, где в возрастной группе U18 завоевала бронзовую медаль. Неоднократно побеждала в юношеских чемпионатах Азии по шахматам среди девушек в различных возрастных группах: U16 (2004, 2005), U20 (2006, 2007, 2008). Три раза подряд побеждала на чемпионатах Индии по шахматам среди женщин (2011, 2012, 2013). В 2012 году в Хошимине заняла второе место на индивидуальном чемпионате Азии по шахматам среди женщин.
В 2015 году в Сочи дебютировала на чемпионате мира по шахматам среди женщин, где в первом туре проиграла Татьяне Косинцевой.
Представляла Индию на четырех шахматных олимпиадах (2006—2008, 2012—2014), где завоевала индивидуальную серебряную медаль (2008), и трех командных чемпионатах мира по шахматам (2009, 2013—2015), где завоевала индивидуальную бронзовую медаль (2013). В командных чемпионатах Азии по шахматам участвовала четыре раза (2005, 2009—2014). В командном зачете завоевала три серебряные медали (2005, 2012, 2014), а в индивидуальном — серебряную (2005) и бронзовую (2014) медаль.